# Nesoscopa
Nesoscopa is een geslacht van vlinders van de familie bladrollers (Tortricidae), uit de onderfamilie Tortricinae.

## Soorten
- N. exsors Meyrick, 1926
- N. psarodes Bradley, 1962